# 2-乙基-1-丁醇
2-乙基-1-丁醇（英語：2-Ethyl-1-butanol，IUPAC名：2-ethylbutan-1-ol）是一种有机化合物，它可以与乙醇形成共沸物来使其与水分离。

## 合成
2-乙基-1-丁醇的工业合成起始于乙醛和丁醛发生羟醛缩合反应，再进行氢化制得，也可由Guerbet反应生成。